# ژان-میشل سو
ژان-میشل سو (انگلیسی: Jean-Michel Saive؛ زادهٔ ۱۷ نوامبر ۱۹۶۹) یک بازیکن تنیس روی میز اهل بلژیک است.پدر وی نیز رنک دهم بلژیک بوده و مادرش در زمان بارداری ژان قهرمان مسابقات دوبل در بلژیک شده است.در شانزده سالگی نفر اول بلژیک شد و تا سال 2011 به مدت بیست وشش سال بی وقفه قهرمان بلژیک بود.ژان به همراه پرسون و پریموراک تنها بازیکنانی هستند که هفت بار در المپیک شرکت داشته اند.در سال 1994 بعنوان رنکینگ اول دنیا مجموعا به مدت 515 روز بوده است. 
وی در مسابقات کشوری و بین‌المللی در مجموع برنده ۱ مدال طلا، ۷ مدال نقره، ۱ مدال برنز شده‌است.